# Registro de imóveis

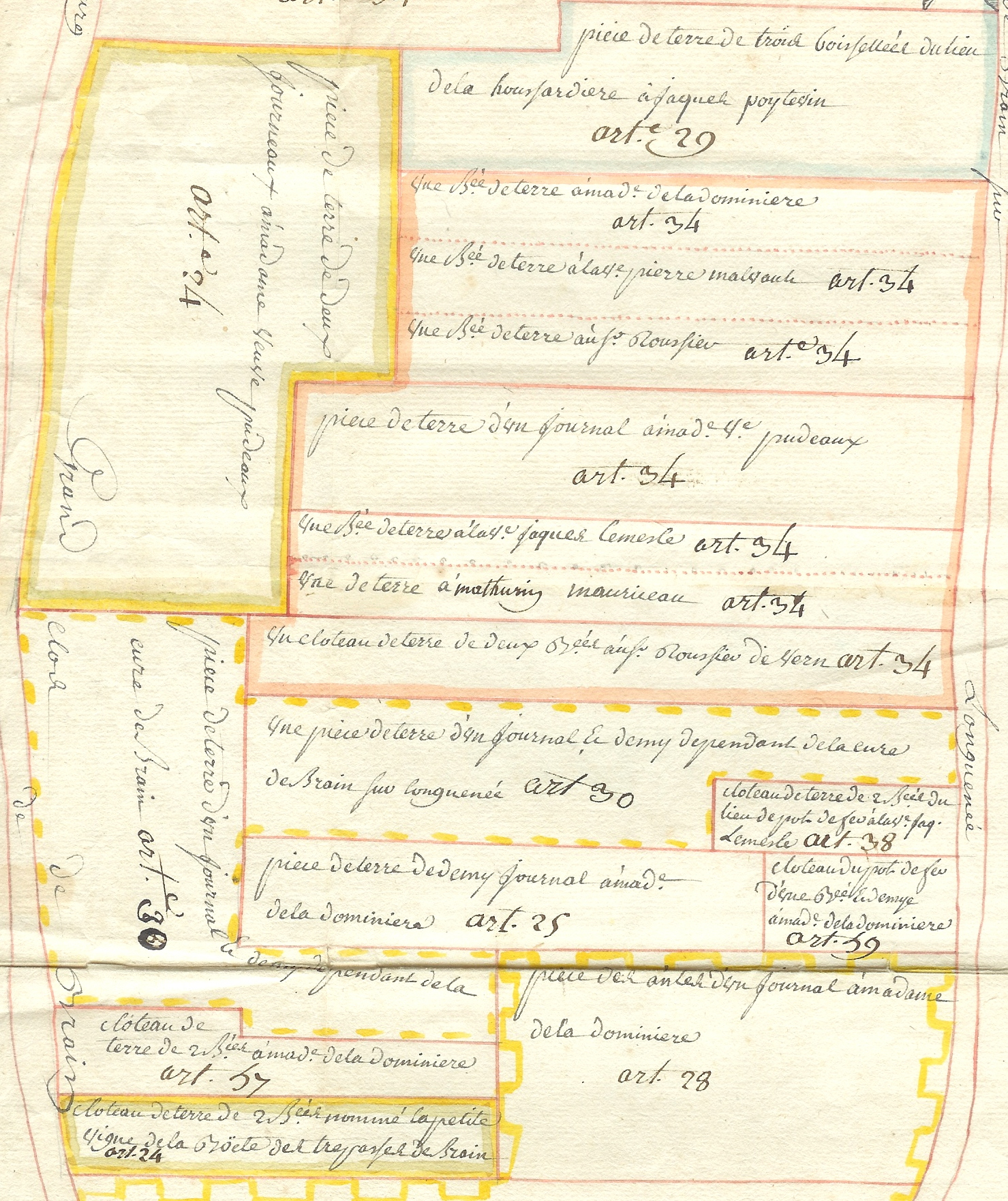
Parte de um cadastro de terreno senhorial francês de 1750

O registro de imóveis no Brasil ou registo predial (Portugal) é o órgão que garante a presunção de propriedade imóvel. Tem delegação estatal e instituto de direito civil, destinado ao assentamento de títulos públicos e privados de imóveis, conferindo-lhes oponibilidade a terceiros, com ampla publicidade e destinado ao controle, eficácia, segurança e autenticidade das relações jurídicas.

## Finalidade contemporânea
O registro da propriedade imóvel não se confunde com o cadastro territorial. Nascido no Brasil em 1846, cumprindo o mandamento do art. 35 da Lei Orçamentária de 1843, o Registo de Imóveis tem por fim específico dar a conhecer a situação jurídica dos imóveis, ao passo que o cadastro visa determinar fisicamente o imóvel. 
O registro de imóveis é uma instituição que provê publicidade das mutações jurídicas que a propriedade sofre. Por ele se vê o status jurídico dos imóveis (casas, prédios, terrenos rurais etc.) e garantir a lisura e segurança das trocas imobiliárias (compra, venda, hipoteca, dação em pagamento etc.), ou a publicidade de constrições judiciais (penhora, arresto etc).

## Efeito do registro da propriedade imobiliária no Brasil
O Registro de Imóveis brasileiro possui presunção relativa de prova da propriedade e está vinculado ao título que lhe deu causa, não protegendo, em um primeiro momento, futuros adquirentes ou credores desconhecedores da nulidade, o mesmo ocorrendo com relação à insolvência dos proprietários anteriores.
Para a aquisição da propriedade do imóvel não basta o simples acordo de vontades entre adquirente e transmitente, ou seja, lavrar a escritura pública ou particular. O contrato de compra e venda, por exemplo, não é suficiente, por si só, para transmitir o domínio. A transferência do imóvel somente ocorre com o registro do título no cartório.  O artigo 1.227 do Código Civil é claro ao afirmar que os direitos reais sobre imóveis constituídos, ou transmitidos por atos entre vivos, só se adquirem com o registro no Cartório de Registro de Imóveis dos respectivos títulos. O § 1º do artigo 1.245 do mesmo código dispõe que “enquanto não se registrar o título translativo, o alienante continua a ser havido como dono do imóvel”.